# Mugolio
Il mugòlio è un olio essenziale estratto dai rametti di pino mugo.
Si produce utilizzando la parte terminale dei rametti dell'ultima annata, dalla corteccia ancora verde. Il taglio dei rametti viene generalmente effettuato nel periodo estivo, preferibilmente nel mese di luglio.